# اندی هوبرت
اندی هوبرت (انگلیسی: Andy Hubert؛ زادهٔ ۲۹ دسامبر ۱۹۹۰) بازیکن فوتبال اهل آلمان است.
از باشگاه‌هایی که در آن بازی کرده‌است می‌توان به باشگاه فوتبال زاربروکن اشاره کرد.